# 평양 궤도전차 1호선
평양 궤도전차 1호선은 1991년에 개통한 조선민주주의인민공화국의 노면전차이다.